# Governatorato della Piccola Russia
Il Governatorato della Piccola Russia, (in russo Малороссийская губерния?) detto anche Governo di Malorossija era una gubernija dell'Impero russo, che occupava parte del territorio dell'odierna Ucraina con capitale Černigov.

## Storia
Il Governatorato fu formato nel 1796 sotto le riforme amministrative dello zar Paolo I, il quale abolì il titolo di viceré (Namestnichestvo), che a sua volta sostituì l'amministrazione reggimentale dell'Etmanato cosacco nel 1781. Questa sostituzione di conseguenza fu adottata anche per il vicereame di Kiev (escludendo però la città stessa), vicereame di Novgorod e il vicereame di Černigov sotto nuove direttive. Il centro amministrativo del territorio era la città di Chernigov (l'attuale Černihiv).
Nonostante l'ampia area fu coperta dalla nuova unità istituita, era effettivamente troppo grande per un'amministrazione efficace, a febbraio 1802 il territorio venne suddiviso nei governatorati di Černigov e di Poltava.